# Distrikt San Lorenzo de Quinti
Der Distrikt San Lorenzo de Quinti liegt in der Provinz Huarochirí in der Region Lima im zentralen Westen von Peru. Der Distrikt wurde am 21. Juni 1825 gegründet. Er besitzt eine Fläche von 451 km². Beim Zensus 2017 wurden 1306 Einwohner gezählt. Im Jahr 1993 lag die Einwohnerzahl bei 1750, im Jahr 2007 bei 1681. Sitz der Distriktverwaltung ist die 2680 m hoch gelegene Ortschaft San Lorenzo de Quinti mit 844 Einwohnern (Stand 2017). San Lorenzo de Quinti befindet sich 38 km südsüdöstlich der Provinzhauptstadt Matucana.

## Geographische Lage
Der Distrikt San Lorenzo de Quinti befindet sich in der peruanischen Westkordillere im äußersten Südosten der Provinz Huarochirí. Der Distrikt wird im Westen vom Río Mala und dessen linken Nebenfluss Río Carhuapampa begrenzt. Entlang der nordöstlichen Distriktgrenze verläuft ein Gebirgszug mit dem 5758 m hohen Nevado Pariacaca. Am Fuße des Gebirgszugs befinden sich mehrere Bergseen, darunter Laguna Tototrai, Laguna Suyoc, Laguna Chuspicocha, Laguna Chuspi, Laguna Piticocha und Laguna Pariachaca.
Der Distrikt San Lorenzo de Quinti grenzt im Westen an die Distrikte Sangallaya, Huarochirí, San Pedro de Huancayre und San Juan de Tantaranche, im Norden an den Distrikt San Mateo, im Nordosten an die Distrikte Suitucancha (Provinz Yauli) und Canchayllo (Provinz Jauja), im Osten an den Distrikt Tanta (Provinz Yauyos) sowie im Süden an die Distrikte San Joaquín und Cochas (beide in der Provinz Yauyos).

## Ortschaften
Im Distrikt gibt es neben dem Hauptort folgende größere Ortschaften:
- San Bartolomé de Palermo
- Santa María de Huanchac (247 Einwohner)